# Mona Seif
Mona Seif er en kvindelig egyptisk aktivist, som er kendt for sin brug af sociale medier, sin rolle i den egyptiske revolution 2011 og sin modstand mod militære retssager mod civile demonstranter.

## Baggrund
Mona Seif kommer fra en familie af aktivister, hvor aktivisme har været et konstant emne i hendes barndom. Faderen, Ahmad Seif, er menneskerettighedsadvokat, og har været fængslet i fem år. Under fængslingen blev han tortureret. Moderen, Laila Soueif, er matematikprofessor og også aktivist. Hun hjalp med at organisere demonstrationer i mod Mubarak-regimet i årtierne før dets undergang. Mona Seifs bror, Alaa Abd El-Fatah, er programmør og en populær internetaktivist. Lillesøsteren, Sanaa, er også involveret i at organisere protestaktioner.
Mona Seif arbejder i et kræftforskningslaboratorium.
1. ↑  Navnet er anført på engelsk og stammer fra Wikidata hvor navnet endnu ikke findes på dansk.
2. ↑  Navnet er anført på engelsk og stammer fra Wikidata hvor navnet endnu ikke findes på dansk.
3. ↑  Navnet er anført på bokmål og stammer fra Wikidata hvor navnet endnu ikke findes på dansk.